# Бланко, Роландо
Марио Роландо Бланко Нольдеро (исп. Mario Rolando Blanco Noldero; род. 29 декабря 1972) — гватемальский легкоатлет, специалист по бегу на короткие дистанции. Выступал на профессиональном уровне в 1998—2004 годах, обладатель бронзовой медали Центральноамериканских и Карибских игр, победитель и призёр ряда крупных международных стартов, действующий рекордсмен страны на дистанциях 60 и 200 метров в помещении, участник летних Олимпийских игр в Сиднее.

## Биография
Роландо Бланко родился 29 декабря 1972 года.
Впервые заявил о себе в лёгкой атлетике на международном уровне в сезоне 1998 года, когда вошёл в состав гватемальской сборной и выступил в беге на 100 метров на Центральноамериканских и Карибских играх в Маракайбо, где дошёл до полуфинала.
В 1999 году бежал 60 метров на чемпионате мира в помещении в Маэбаси, занял шестое место в эстафете 4×100 метров на Панамериканских играх в Виннипеге.
В 2000 году превзошёл всех соперников на международных соревнованиях в Нью-Йорке, установив при этом ныне действующий рекорд Гватемалы в беге на 200 метров в помещении — 21,52. Благодаря череде успешных выступлений удостоился права защищать честь страны на летних Олимпийских играх в Сиднее — в эстафете 4×100 метров на предварительном квалификационном этапе вместе с соотечественниками Хосе Менесесом, Оскаром Менесесом и Хосе Тиноко показал время 39,34, чего оказалось недостаточно для выхода в финал.
В 2001 году в 60-метровой дисциплине стартовал на чемпионате мира в помещении в Лиссабоне. На домашнем чемпионате Центральной Америки и Карибского бассейна в Гватемале одержал победу в беге на 200 метров, завоевал серебряные награды в эстафетах 4×100 и 4×400 метров.
В 2002 году на центральноамериканском чемпионате в Сан-Хосе получил серебро в дисциплине 100 метров и завоевал золото в дисциплине 200 метров, стал серебряным призёром в эстафете 4×100 метров. На Центральноамериканских и Карибских играх в Сан-Сальвадоре взял бронзу на дистанции 100 метров и финишировал седьмым на дистанции 200 метров.
В 2003 году бежал 100 и 200 метров на Панамериканских играх в Санто-Доминго, в обоих случаях в финал не вышел.
В 2004 году на соревнованиях в американском Флагстаффе установил ныне действующий рекорд Гватемалы в беге на 60 метров — 6,70. По окончании сезона завершил спортивную карьеру.